# Кула Белем
Кула Белем (порт. Torre de Belém) или Кула Светог Висента (Torre de São Vicente)  је утврђење из 16. века, које се налази у Лисабону, које је португалским истраживачима служило као тачка укрцавања и искрцавања, и као свечана капија Лисабона. Саграђена је у јеку португалске ренесансе и представља истакнути пример португалског мануелског стила. Такође, садржи и наговештаје других архитектонских стилова. Конструкција је саграђена од лиоз кречњака, а састоји се од бастиона и четвороспратне куле висине 30 м.
Од 1983. године кула је под заштитом Унеска, и заједно са  Јеронимов манастиром уврштена на листу Светске баштине. Често је сматра симболом доба Великих географских открића и метонимом за Португалију или Лисабон, с обзиром на њен значајни статус. Нетачна је претпоставка да је кула саграђена усред реке Тахо и да сада лежи у близини обале јер је река преусмерена после земљотреса у Лисабону 1755. године. У ствари, кула је изграђена на малом острву у реци Тахо у близини обале Лисабона.

## Историја
Крајем 15. века краљ Жоао II је започео изградњу утврђења на реци Тахо, Сан Себастијан у Капарики, и Сан Антонио у Кашкаишу. Ова утврђања нису у потпуности штитила ушће реке и била је потребна додатна заштита.  У књизи "Хроника Жоао II " (Chronica de D. Joao II), која је објављена 1545, аутор Гарсија де Ресенде   потврдио је да је краљево мишљење било да је одбрана Лисабона неадекватна и да је инсистирао на изградњи утврђења дуж ушћа  реке Тахо да допуни постојећу одбрану. У ту сврху наредио је „прављење јаке утврде“, али умро је пре него што је направљен било какав план. Краљ Мануел I ревидирао је предлог двадесет година касније и наредио изградњу војне утврде на северној страни Таха у Белему . Лоренцо Фернандес је 1513. године написао пријатељима писмо у којем се позива на краљеву намеру да изгради кулу у близини Рестело Велхо, утврдивши да је то од суштинског значаја.
Пројекат је започет на базалтној стени на малој удаљености од обале реке, користећи део камена који је сакупљен за изградњу манастира Санта Мариа де Белем. Кулу је дизајнирао војни архитекта Франциско де Аруда, кога је краљ Мануел назвао "Мајстор радова утврђења Белем", а који је 1516. године  примио 763 блокова и 504 камена за изградњу, које је испоручио Диого Родригез, благајник пројекта. Како је изградња напредовала, тешко наоружан брод од 1000 тона звани Велики брод (Grande Nau ), наставио је да чува ушће реке Тахо до завршетка изградње куле.
Зграда је завршена 1519. године, само две године пре Мануелове смрти, а Гаспар де Паива привремено је именован да командује тврђавом. Његово именовање је постало трајно од 15. септембра 1521, када је постављен за првог капетана генерала, или алкалдеа, а тврђава је добила име Дворац Светог Винсента  (Castelo de São Vicente de Belém), у част свеца заштитника Лисабона.
Франсиско де Оланда је 1571. године саветовао је монарха да је неопходно побољшати обалску одбрану како би се заштитио главни град краљевства. Предложио је изградњу „снажне и несавладиве“ тврђаве која би лако могла да одбрани Лисабон и да кулу Белем „треба ојачати, поправити и довршити ... толико је коштала а није довршена“. Де Оланда је дизајнирао побољшани правоугаони бастион са неколико турета.  Године 1580, након неколико сати битке, гарнизон стациониран у кули предао се шпанским снагама под командом војводе Албе. Након овог пораза, тамнице куле служиле су као затвор до 1830. године. Током последње четвртине 16. века почела је изградња филипинске касарне. Такође, изграђен је правоугаони двоспратни простор над бастионом, што је дало кули визуелни профил који је задржала до данас, са скулптурама крста Христовог реда и засвођеним куполама.
Године 1589. Филип I од Португалије наредио је италијанском инжењеру Жоау Вићенцу Касалу да изгради добро одбрамбено утврђење која ће бити изграђена уместо "бескорисног дворца Светог Висента". Инжењер је поднио три дизајна, предлажући да бастион буде окружен другим бастионом већих димензија, али пројекат се никада није остварио.
Кодекс куће Кадавал из 1633. године уметнут је у један од спратова, у један од лукова касарне и у четири највећа лука на врху јужне фасаде. Слично томе, на плочи постављеној на северном зиду клаустера утиснута је 1655. година, што је потврдило функцију куле као контролне царинске тачке и за пловидбу дуж Таха. Пловила су била дужна да плаћају порез док су улазили у луку, што је било наметнуто поступно.
Између 1780. и 1782, под владавином Марија I Португалске, генерал Гиљерме де Валере конструирао је Форте до Бом Суцесо, чија је батерија била спојена западним зидом ходника са кулом. Када су француске снаге напале Лисабон током Шпанског рата за независност, одред њихових трупа био је смештен у кули од 1808. до 1814. године. Након што су се Французи повукли, лорд Бересфорд је саветовао да дуж обала реке Тахо треба појачати приморске артиљеријске батерије, и посебно напоменуо да јаче батерије треба да бити постављен на бочним странама бастиона куле, с колицима постављеним ради боље заштите војника, јер су зидови били врло ниски.
Краљ Мигел I (1828–1834) користио је тамнице да затвара своје либералне противнике, док је други ниво кориштен као царина за стране бродове док није укинута 1833. године. Кула је добила војне надоградње 1589. и 1809–1814. године.
За време владавине Марије II, Алмеида Гарет протестовао је због деградације локације и под наговором војводе од Терцеире,  обнову је започео војни инжењер Антонио де Азеведо е Куна. Срушио је филипинску касарну и проширио елементе  ревивилизма  1845–46. године (попут оклопних мерлона, ограде веранде уз јужну фасаду, чипкане фасције у клаустру и нише са сликом Девице и детета).
У периоду од 1865–67 на југоисточној тераси зграде постављен је светионик и покренута је телеграфска служба, док је у близини била изграђена фабрика за гас, која је производила дим који је изазвао многе протесте.  Први кораци за очувањем и рехабилитацијом куле започели су у другој половини 20. века. Прво, кула је 1940. године пренета Министарству финансија, које је предузелоо мале конзерваторске радове. Тада су уклоњене војне собе на грудобранима и изграђена унутрашњи клаустер. Архитектонски дизајнер пејзажа Антонио Виана Барето започео је трогодишњи пројекат 1953. године, за интегрирање куле с локалном обалом. Године 1983. на овом месту била је одржана 17. европска изложба уметности, науке и културе, а започети су и различити пројекти који укључују зграду, међу којима је  покривање клаустера провидном пластичном куполом. Исте године УНЕСКО је Кулу класификовао као светску баштину.
Деведесетих година прошлог века имовина је пребачена на  Instituto Português do Património Arquitectónico, који је започео потпуну обнову зграде која је трајала од фебруара 1997. до јануара 1998. године. То је укључивало ојачавање куле и бастиона, ојачавање носача балкона на југу шипкама од нерђајућег челика и епокси смоле, третирање спојева малтера и генерално чишћење конструкције. Кипови Светог Викентија Сарагоског и архангел Михаила подвргнути су истом третману. Пројект је 1999. добио награду Еуропа Ностра за обнову екстеријера. Кула Белем додата је 7. јула 2007. године у регистар Седам чуда Португалије.

## Архитектура
Кула Белем налази се на северној обали реке Тахо у цивилној жупи Санта Марија де Белем, општина Лисабон,  и доступна је од западног краја Авеније де Брасилија малим мостом. У близини су манастир Јеронимов на истоку и Форте до Бом Суцесо на западу, док су на северу резиденција гувернера куле, резиденција старог гувернера за тврђаву Бом Суцесо и капела Свети Јеронимо.
Кула је изолована дуж обале реке, између пристаништа Бом Суцесо и Педроукос, на базалтичком истуреном камењу које припада геоморфолошком вулканском комплексу Лисабоа-Мафра. Иако су различити водичи тврдили да је кула саграђена усред реке Тахо, а сада се налази близу обале након што је земљотрес 1755. преусмерио реку, то није тачно. Португалско Министарство културе и Институт за архитектонску баштину показују да је кула изграђена на малом острву близу обале реке Тахо, насупрот обали Рестела. Како је развој поступно продужавао обалу, све више и више северне обале пробијало се на југ у Тахо, кула се временом интегрисала у обалу реке.
Кула Белем је изграђена од беж-белог кречњака, локалног са подручја Лисабона и које је назван лиоз. Зграда је подељена у два дела: бастион и четвероспратна кула која се налази на северној страни бастиона.
Кула из 16. века сматра се једним од главних дела португалског касноготичког мануелског стила. Ово је посебно видљиво у сложеном ребрима свода, крстовим Христовог реда, армиларним сферама и увијеним конопом, уобичајеним за наутички надахнути  мануелски стил.

### Екстеријер
План зграде састоји се од правоугаоне куле и неправилног, шестоугаоног бастиона, са издуженим боковима, који се пружају према југу у реку. То је у основи велики зглобни вертикални простор који почива на водоравној каменој плочи, прекривеној зиданим кућиштима. На североисточном углу конструкције, заштићен одбрамбеним зидом с бартизанима, налази се покретни мост за приступ насипу, украшен биљним мотивима, прекривен краљевским грбом и обложен малим стубовима, употпуњеним армиларним сферама.  Армилирана сфере у мануелском стилу, појављују се на улазу у торањ што симболише португалска наутичка истраживања, а коришћене су и на личној застави краља Мануела I да представљају португалска открића током његове владавине. Декоративни изрезбарени, уплетени канап и елегантни чворови такође указују на португалску наутичку историју и уобичајени су елементи мануелског стила.
Са спољашње стране доњег бастиона, на зидовима се налази простор за 17 топова с амбразурама које пружају поглед на реку. Горњи слој бастиона окруњен је малим зидом с бартизанима на стратешким местима, украшеним заобљеним штитницима с крстом Христовог реда који окружује платформу. Краљ Мануел I био је припадник Христовог реда, па се крст Христовог реда више пута користи на парапетима. Они су били симбол Мануелове војне моћи, јер су витезови Христовог реда учествовали у неколико војних освајања у тој ери. Бартизани, цилиндричне куполе у угловима који су служили као куле са стражарницама, имају корбеле са зоморфним украсима и куполе прекривене гребенима необичним у европској архитектури, са украшеним финиалима на врху. У базама купола су слике звери, укључујући носорога. Овај носорог се сматра првом скулптуром такве животиње у западноевропској уметности и вероватно приказује носороге које је Мануел I послао папи Лаву X 1515. године.
Док је кула претежно мануелском у стилу, она такође садржи карактеристике других архитектонских стилова. Изградио ју је војни архитекта Франциско де Аруда, који је већ надгледао изградњу неколико тврђава на португалским територијама у Мароку. Утицај маварске архитектуре огледа се у деликатним украсима, лучним прозорима, балконима и ребрастим куполама осматрачница.
Кула има четири спрата, са прозорима и грудобранима, и приземље које заузима засвођена цистерна. На првом спарту су правоугаона врата окренута према југу са лучним прозорима на истоку и северу, а на североистоку и северозападу налазе се бартизани. Јужним делом другог спрата доминира наткривена веранда са лођом (matacães), која се састоји од аркаде са седам лукова, који почивају на великим корбелима са балустрима. Прекривен је клесаним каменим зидовима које праве трем, а његов коси кров завршава се у исклесаном уплетеном канопу. Источни, северни и западни зидови заузимају двоструко лучно ограде, а североисточни и северозападни углови заузети су статуама Светог Викентија Сарагоског и арханђела Михаила у нишама. Трећи спрат има двоструке прозоре на северној, источној и западној фасади, са балустрима, пресеченима с две армиларне сфере и великим рељефом с краљевским грбом. Завршни спрат окружен је терасом са штитовима Христовог реда и северним лучним вратима и источним лучним прозором. Тераса је ограђена ниским зидом са четвероугаоним пирамидалним мерлонима са бартизанима. Слична тераса изнад овог спрата пружа поглед на околни пејзаж.

### Ентеријер
Унутрашњост бастиона, са кружним степеништем на северном крају, има две суседне дворане са сводованим плафонима подупрте зиданим луковима, као и четири ормара за одлагање и санитарне чворове. У бункеру у приземљу, под је нагнут према споља, док су плафони потпомогнути зиданим пиластрима и сводовима. Готска ребра свода видљива су у казамату, у собама куле и на куполама стражарских кула на бастион тераси. Периферни одељци на ивицама бункера омогућавају појединачним топовима да заузму сопствени простор, с тим да је плафон обликован са неколико асиметричних купола различитих висина. Помоћни магацини су касније коришћени као затворске ћелије.
Два лука отворена су према главном клаустеру на северу и југу, док се шест сломљених лукова протеже дуж источног и западног дела клаустера, испреплетених четвероугаоним стубовима у унутрашњости бастиона, са гаргојлима на странама. Отворени клаустер изнад казамата, иако украсни, дизајниран је за растеривање топовског дима. Горњи ниво повезан је оградом украшеном крстовима  Христовог реда, док терасе имају уздигнуте стубове са армиларним сферама. Овај простор се могао користити и за пешадију лаког калибра. Ово је прво португалско утврђење са двостепениом локацијом за пушке што је обележило нови развој војне архитектуре. Део украса датира из обнове 1840. године и нео-мануелског је стила, попут украса мале клаустера на бастиону.
На јужном делу терасе клаустера је слика Девице и детета. Приказана је статуа Богородице Белема, која се такође назива Nossa Senhora de Bom Successo (Госпа  доброг успеха),  Nossa Senhora das Uvas (Госпа  грожђа) или Virgem da Boa Viagem (Девица сигурног повратка кући) у десној руци држи дете, а у левој грозд.
Кула је широка око 12 метара и висока 30 метара. Унутрашњост првог спрата садржи Sala do Governador (гувернерска дворана), октагонални простор који се отвара у цистерну, док су у североисточном и северозападном углу ходници који се повезују са бартизанима. Мала врата омогућавају приступ спиралним степеништем до следећих спратова. На другом спрату Sala dos Reis  (краљева дворана) отвара се на лођу са погледом на реку, док се мали угаони камин протеже од овог спрата до камина на трећем спрату у Sala das Audiências  (сала публике). Плафони сва три спрата прекривени су шупљим бетонским плочама. Капела четвртог спрата има сводовани ребрасти плафон са нишама које су амблематичне у мануелском стилу, а подржане су изрезбареним кутовима.